# Kiss József (vízépítő mérnök)
Kissárosi Kiss József (Buda, 1748. március 19. – Zombor, 1813. március 13.) magyar vízépítő mérnök, királyi kamarai igazgató-mérnök és hadmérnök. Legismertebb munkája a Ferenc-csatorna, amely a Duna és a Tisza összekapcsolásával fontos szerepet játszott Bácska gazdaságának fellendülésében és meggazdagodásában. A csatorna később része lett a Duna–Tisza–Duna-csatornarendszernek, hozzájárulva a térség vízrendezéséhez és közlekedési infrastruktúrájának fejlődéséhez.

## Élete
Mérnöki tanulmányokat a bécsi hadmérnöki akadémián folytatott. Nemzetközi tapasztalatot is szerzett, hiszen nyugat-európai tanulmányút keretében tanulmányozhatta az új vízépítési eljárásokat. Pályája elején a hadseregben szolgált hidászként, majd leszerelését követően kamarai mérnök lett Bécsben. E tisztségében a pozsonyi Duna-szakaszon, később a bácsi kamarai kerületben működött. A bácsi kerületben végzett eredményes vízrendezési tevékenységének köszönhetően 1788-tól Zomborban már mint kamarai igazgató vezette a környéken folyó munkálatokat. Öccsével, Gáborral a bácskai Ferenc-csatorna tervezője és kivitelezője volt, de a munkát befejezni nem tudták, mert menet közben megvonták tőlük a megbízatást. Ő és testvére is mellőzötten, szegénységben haltak meg.
Hagyatékát az Országos Széchényi Könyvtár kézirattára őrzi. Számos értékes felmérési lapja és szabályozási terve maradt fenn a Duna Dévény és Komárom közti, valamint mohácsi szakaszáról és a bácskai mocsarak lecsapolásáról.